# Национальные премии Чили

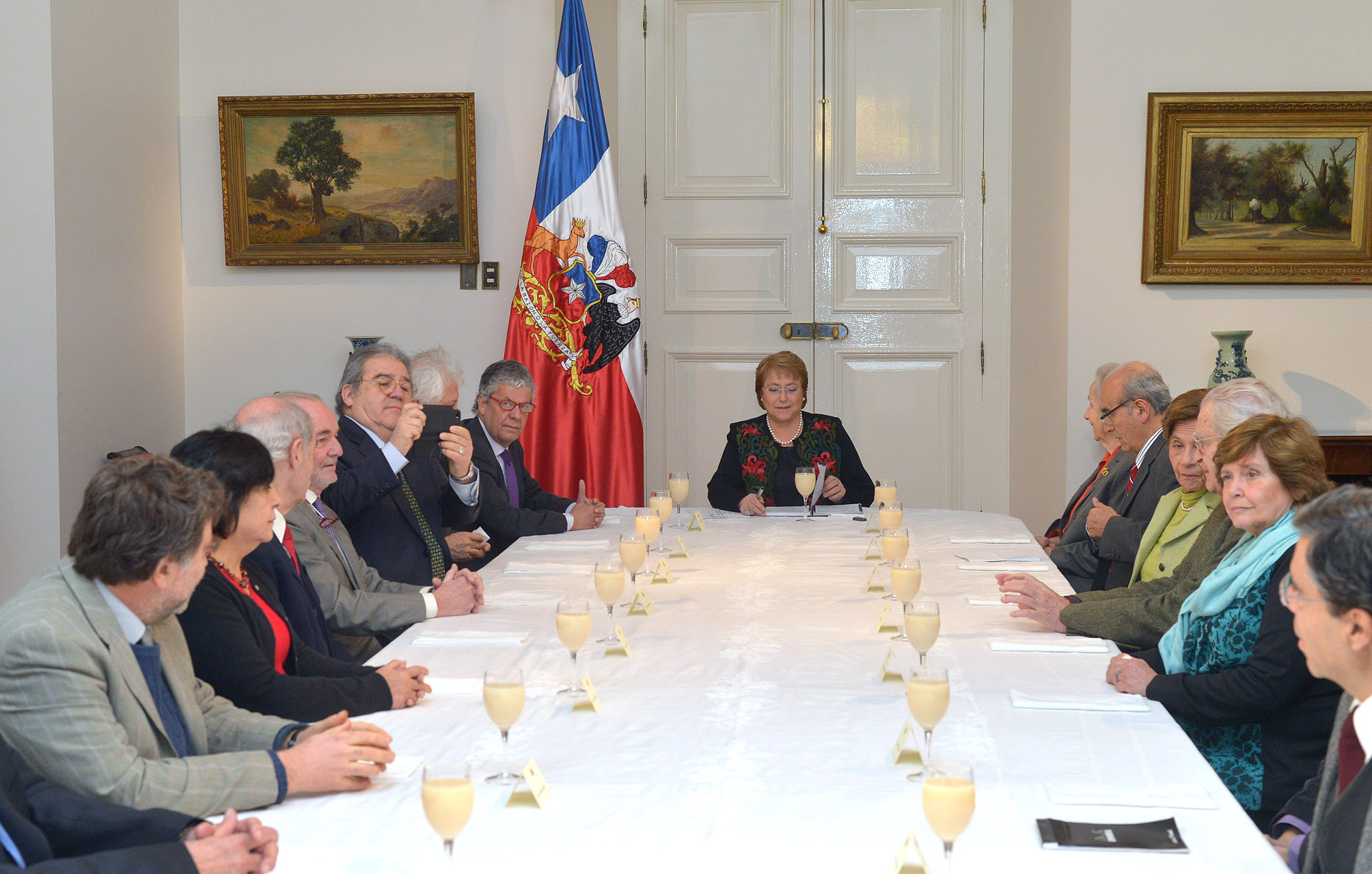
Совет по присуждению Национальных премий

Национальные премии Чили (исп. Premios Nacionales de Chile) — премии, присуждаемые правительством Чили по представлению Министерства образования и с 2003 года — также Национального совета по культуре и искусству. Вручаются Президентом страны на торжественной церемонии во дворце Ла Монеда.
Национальные премии Чили в настоящее время включают в себя:
- Национальная премия Чили по литературе, с 1942 года[1][2][3]
- Национальная премия Чили по журналистике, с 1954 года[2][3][4][5]
- Национальная премия Чили по истории, с 1974 года[3]
- Национальная премия Чили в области науки и образования, с 1981 года[6]
- Национальная премия Чили в области пластических искусств, с 1992 года[7]
- Национальная премия Чили в области музыкального искусства, с 1992 года[7]
- Национальная премия Чили в области аудиовизуальных искусств, с 1992 года[7]
- Национальная премия Чили в области прикладных наук и технологий, с 1992 года[7]
- Национальная премия Чили в области точных наук, с 1992 года[7]
- Национальная премия Чили в области естественных наук, с 1992 года[7]
- Национальная премия Чили в области гуманитарных и социальных наук, с 1992 года[7].

Ранее Национальные премии присуждались ещё в двух номинациях:
- Национальная художественная премия (с 1944 по 1991 годы)
- Национальная научная премия (с 1969 по 1991 годы).